# Гринок Мортон
«Гри́нок Мо́ртон» (англ. и скотс Greenock Morton F.C.) — шотландский футбольный клуб из города Гринок, выступающий в шотландском Чемпионшипе. Основан в 1874 году. Домашние матчи проводит на стадионе «Каппьелоу Парк», вмещающем 11 589 зрителей. «Мортон» является обладателем Кубка Шотландии и вице-чемпионом Шотландии. Главным соперником клуба считается команда «Сент-Миррен».

## Достижения
- Первая лига Шотландии по футболу (1): 2015
- Кубок Шотландии:
  - Обладатель (1): 1921/22.
  - Финалист (1): 1947/48.
- Кубок шотландской лиги:
  - Финалист (1): 1963/64.

## Выступления в еврокубках
| Сезон   | Турнир        | Раунд |             | Клуб  | Счёт     |
| ------- | ------------- | ----- | ----------- | ----- | -------- |
| 1968/69 | Кубок Ярмарок | 1R    | Флаг Англии | Челси | 0:5, 3:4 |

- 1R — первый раунд.